# Motua cribata
Motua cribata är en insektsart som först beskrevs av Walker 1870.  Motua cribata ingår i släktet Motua och familjen Ricaniidae. Inga underarter finns listade i Catalogue of Life.